# David Purley
David Charles Purley (Bognor Regis, 1945. január 26. – Bognor Regis közelében, 1985. július 2.) angol Formula–1-es versenyző. 11 nagydíjon indult 1973 és 1977 között, nem szerzett pontot. Legjobb eredménye egy 9. hely az 1973-as olasz nagydíjon.

## Élete a Formula–1 előtt
A brit hadseregben szolgált tiszti rangban egy ejtőernyős osztagnál, több kisebb ütközetben is részt vett. 1968-ban kezdett versenyezni alsóbb kategóriákban, 1970-től az angol Forma 3-as sorozatban folytatta pályafutását. Már ebben az évben megnyert egy versenyt és több dobogós helyezése is van. 1971-ben már három versenyt nyert és további dobogós helyezéseket szerzett, ötödik lett a bajnokságban. 1972-ben a Forma-3 mellett más kategóriákban is kipróbálja magát, így csak egy győzelmet szerzett, a Forma-2-ben legjobb eredménye egy harmadik hely. Ebben az évben alkalma volt vezetni Formula–1-es autót, a mindössze két versenyen induló Connew csapat kocsiját vezette a „Bajnokok versenyén”, utolsó helyről indult, de véletlenül az autó leállító gombját nyomja meg a rajtrácson, így elindulni sem tudott.

## A Formula–1-es évek
Összesen 11 versenyen indult három év alatt, 1973-ban és 1977-ben öt-öt nagydíjon vett részt, 1974-ben csak egyen. Első versenye az 1973-as monacói nagydíj volt, itt azonban a 31. körben kiesett. Ettől függetlenül első évében érte el legjobb eredményét, Olaszországban kilencedik lett, a világ pedig a holland nagydíj kapcsán ismerte meg a nevét (lásd később). 1973-ban egy March 731-essel vett részt a bajnokságban, '74-ben egyetlen versenyén a Tolken csapat autóját vezette. Néhány évig újra alsóbb kategóriákban vezetett, a Forma-2-re és az angol Forma 5000-re koncentrált, ahol meg is nyerte az 1976-os angol bajnokságot egy Chevronnal. 1977-ben saját csapattal, a LEC-el tért vissza a Formula–1-be. Az Angol Nagydíj szabadedzésén azonban hatalmas sebességgel csapódott a falnak, a testére ható gravitáció a normális 179,8-szorosa volt (jelenlegi ismereteink szerint eddig ez volt a legnagyobb gravitációs erő, amit valaki túlélt). A baleset után tízszer állt meg a szíve, de mindannyiszor újraélesztették. Sokáig úgy tűnt, hogy amputálni kell a lábát, erre szerencsére nem került sor. Felépülése után még visszaült egy Formula–1-es autóba, hogy leküzdje a baleset miatt kialakult félelmét. 1979-ben tervezte visszatérését, de rendszeresen már ezután nem versenyzett a Formula–1-ben. Újra alsóbb kategóriás sorozatokban vett részt néhány versenyen, majd a sérülései miatt inkább a műrepülés felé fordult, ahol nem terhelte akkora erő a teljesen soha meg nem gyógyult lábait. Repülőbalesetben hunyt el, 1985-ben kétfedeles gépével belecsapódott a tengerbe és szörnyethalt.

## Az 1973-as holland nagydíj és Roger Williamson halála
Örökre megmarad az emberek emlékezetében, ahogy a 73-as hollandiai versenyen Purley kétségbeesetten próbálta kimenteni Roger Williamsont a felborult és égő March-ból, de végül kudarcot vallott, így Williamson a tévénézők szeme láttára égett halálra.
A verseny során a 21. helyről rajtoló Purley utolérte a 18. helyről induló Williamsont, megelőznie azonban nem sikerült. A 8. körben Williamson kocsijának felfüggesztése eltörött, az autó megpördült és átfordult a hátára, majd nekicsúszott a korlátnak, és kigyulladt. Purley leállította a saját autóját a pálya másik oldalán, átszaladt Williamson égő kocsijához, hogy segítsen a bajba jutott pilótán. Sokáig egyedül próbálta talpra állítani az égő autót, de nem sikerült neki, az odaérkező pályabírók pedig alulképzettek voltak, és egyiküknek sem volt tűzálló felszerelése, így nem merték megközelíteni az égő roncsot. A közelben csupán egy poroltó volt, melynek tartalma nem volt elegendő a tűz eloltásához. Miután a tüzet nem sikerült eloltania, Purley újra megpróbálta átfordítani a már nagyobb lángokkal égő autót, miközben Williamson még mindig magánál volt, és segítségért kiabált. Purley kétségbeesetten integetett a többi pilótának, hogy álljanak meg, de azok azt hitték, hogy az égő roncs Purley üres autója – nem tudták, hogy van valaki alatta – és senki sem állt meg. A nézőket pedig – talán jogosan – a biztonsági emberek nem engedték a pályára. Egy pályabíró megpróbálta elküldeni a helyszínről Purley-t, mire kisebbfajta dulakodás alakult ki köztük a pálya közepén. Purley végül feladta, átment a pálya másik oldalára, ahol tehetetlenségében fel-alá járkált, míg meg nem érkezett a tűzoltóautó. Segített a tűzoltóknak, és ő volt az, aki a tűz kialvása után először mászott be az autó alá, hogy kimentse pilótatársát, de Williamson addigra már halott volt. A versenyt nem állították le, a kocsit – benne az élettelen testtel – letakarták, és a verseny végéig ott maradt.
A balesettel kapcsolatban sok tévedés él a mai napig a köztudatban, a legismertebb szerint „David Purley megpróbálta kimenteni csapattársát és barátját az égő autóból”. A tények: mindketten ugyanolyan autót vezettek, de nem ugyanannál a csapatnál, és Purley saját elmondása szerint felháborítónak tartotta, hogy a sajtó megpróbálja önfeláldozó barátnak beállítani, miközben gyakorlatilag nem is ismerte Williamsont, csupán kötelességének érezte, hogy segítsen egy bajba jutott versenyzőtársán. Erőfeszítéseiért György érdemrenddel tüntették ki.

## Halála
1985-ben elkezdett a műrepüléssel foglalkozni, és július 2-án egy baleset során életét veszítette.

## Teljes Formula–1-es eredménysorozata
(Táblázat értelmezése)

(Félkövér: pole-pozícióból indult; dőlt: leggyorsabb kört futott) 

| Év   | Csapat            | 1   | 2   | 3   | 4   | 5      | 6      | 7      | 8      | 9      | 10     | 11     | 12  | 13    | 14  | 15  | 16  | 17  | Helyezés | Pont |
| ---- | ----------------- | --- | --- | --- | --- | ------ | ------ | ------ | ------ | ------ | ------ | ------ | --- | ----- | --- | --- | --- | --- | -------- | ---- |
| 1973 | LEC Refrigeration | ARG | BRA | RSA | ESP | BEL    | MON Ki | SWE    | FRA    | GBR NI | NED Ki | GER 15 | AUT | ITA 9 | CAN | USA |     |     | -        | 0    |
| 1974 | Token Racing      | ARG | BRA | RSA | ESP | BEL    | MON    | SWE    | NED    | FRA    | GBR NK | GER    | AUT | ITA   | CAN | USA |     |     | -        | 0    |
| 1977 | LEC Refrigeration | ARG | BRA | RSA | USW | ESP NK | MON    | BEL 13 | SWE 14 | FRA Ki | GBR NK | GER    | AUT | NED   | ITA | USA | CAN | JPN | -        | 0    |